# Pedra Itaúna

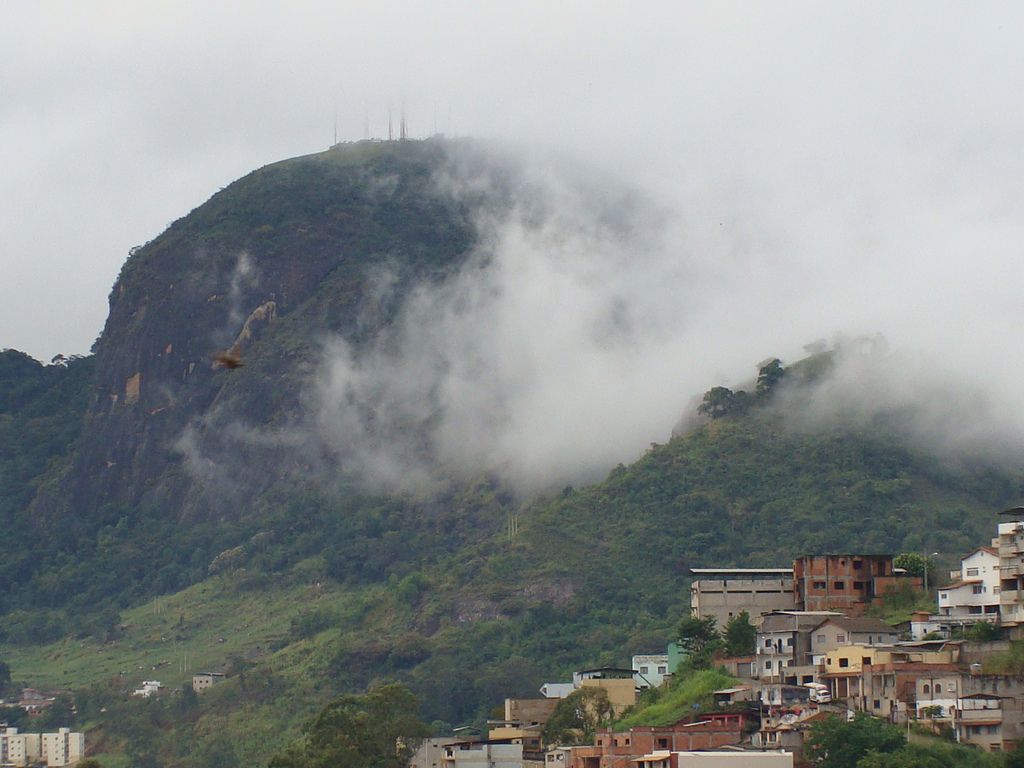
Um nevoeiro na Pedra Itaúna

A Pedra Itaúna é um paredão de rochas localizado no município brasileiro de Caratinga, no interior do estado de Minas Gerais. Trata-se de um dos principais pontos de referência de Caratinga, concedendo valor paisagístico à cidade, sendo também utilizada para a prática de esportes radicais como rapel e escalada.

## Etimologia
"Itaúna" é um termo de origem tupi que significa "pedra negra", por meio da junção dos termos itá ("pedra") e un ("preto").

## Características
Possui várias vias e é bastante usada para prática de voo livre, com duas áreas de pouso, rampa de decolagem natural e várias rampas. A melhor época para a prática é o mês de agosto, com longas térmicas onde se predomina o voo do relevo montanhoso que envolve Caratinga, podendo proporcionar a seus visitantes uma vista de toda a cidade.
A Pedra Itaúna é tombada como patrimônio cultural municipal devido a seu valor paisagístico vinculado ao conjunto arquitetônico da Praça Cesário Alvim. Está a 1 135 metros de altitude em relação ao nível do mar e aproximadamente 500 metros acima da cidade.
Essa área, além de cartão-postal, é importantíssima devido à grande diversidade de seu ecossistema.

## Imagens

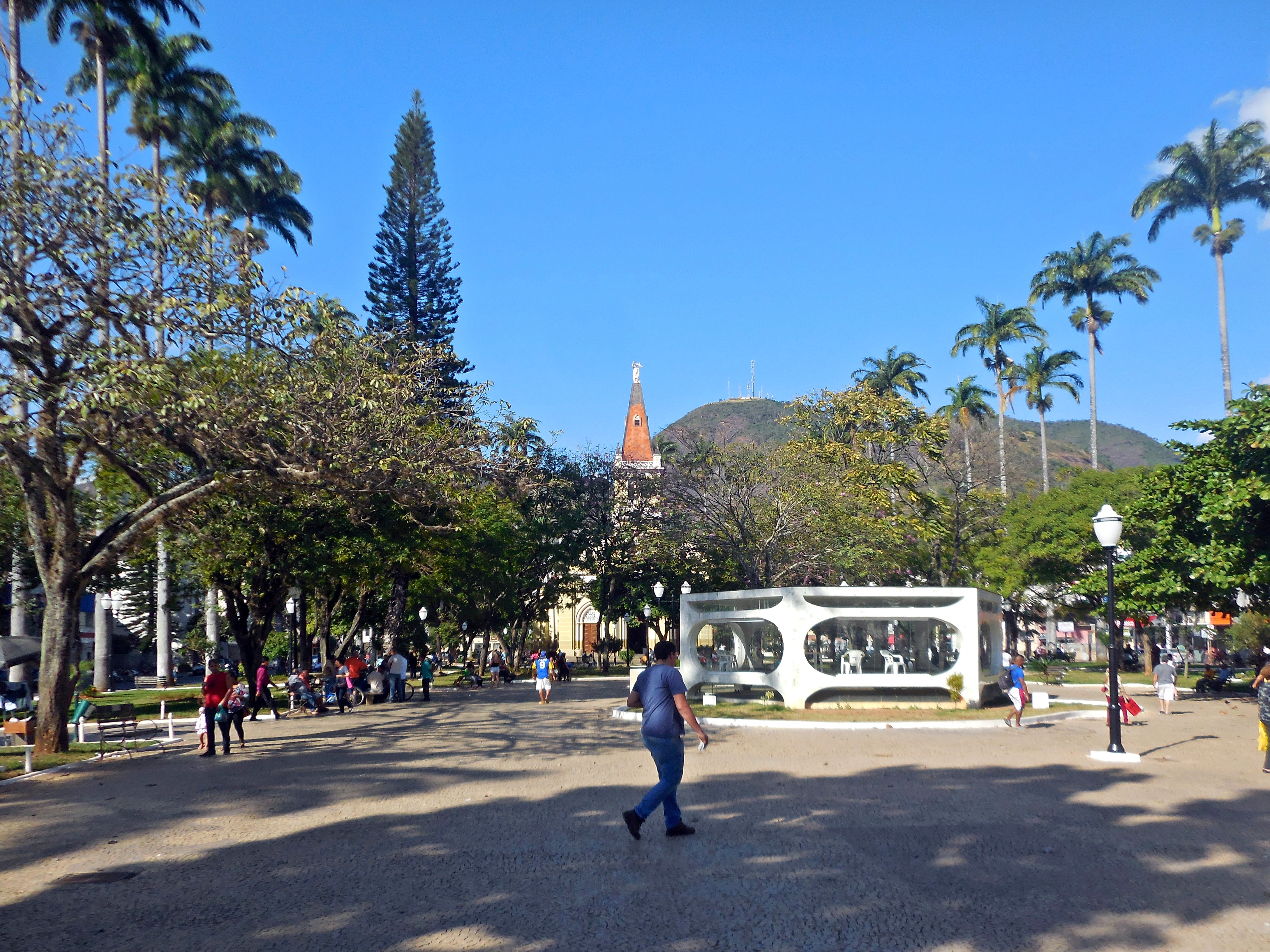
Praça Cesário Alvim com a Catedral de São João Batista e a Pedra Itaúna ao fundo.
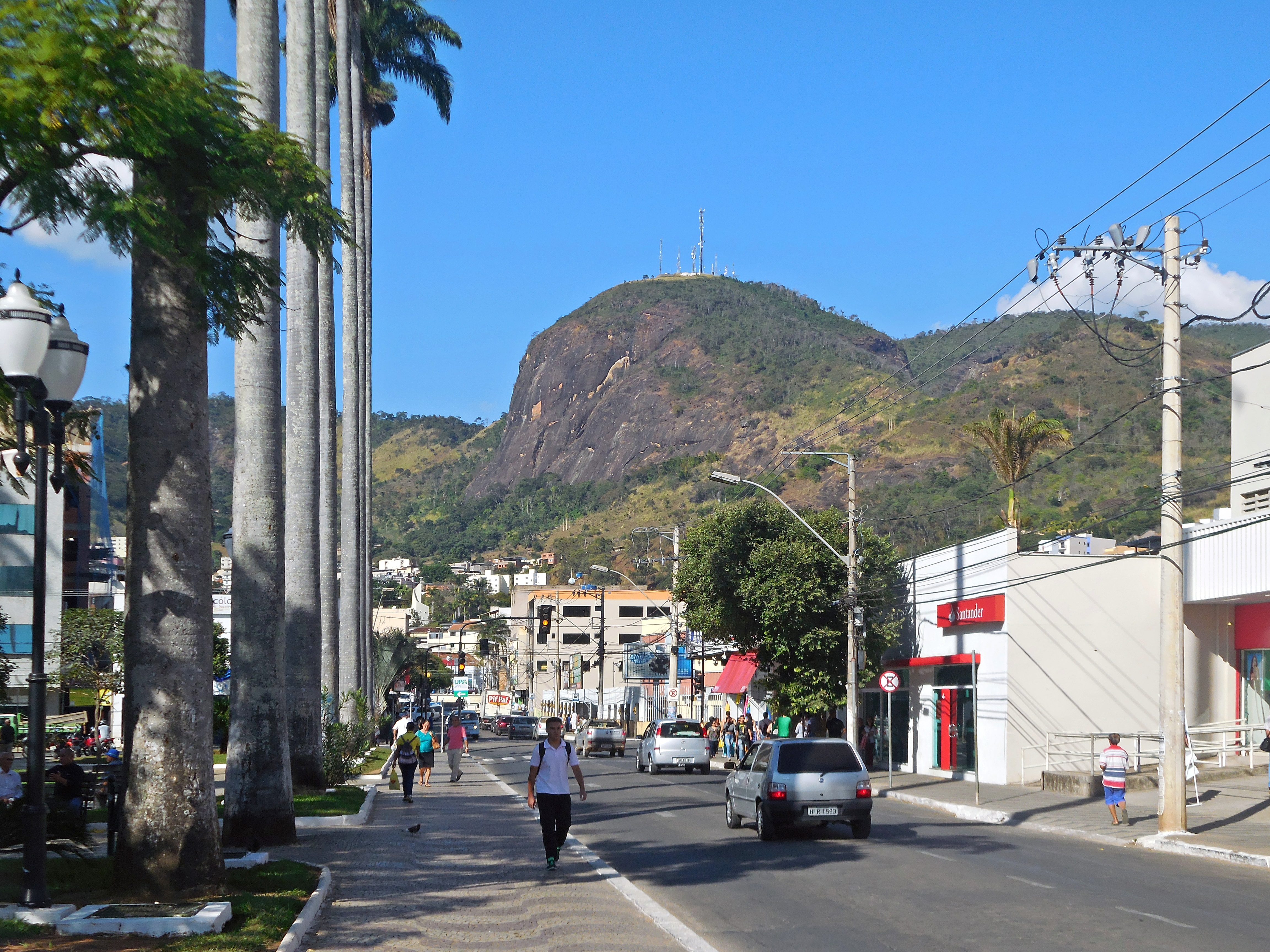
Praça Cesário Alvim com a Pedra Itaúna ao fundo
A cidade aos pés da Pedra Itaúna
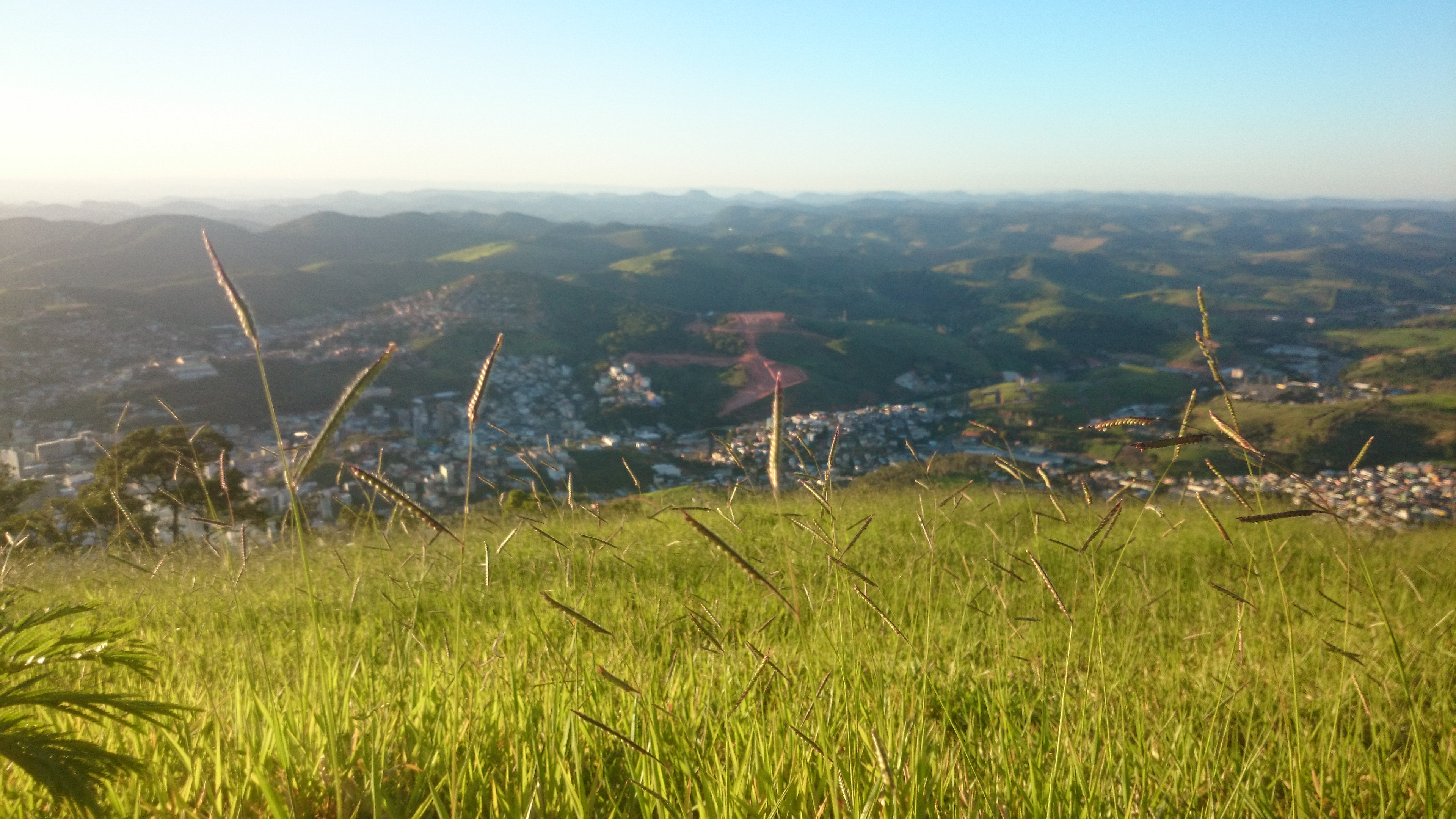
Vista de Caratinga a partir da Pedra Itaúna